# Пон де Молинс
Пон де Молинс (на каталонски: Pont de Molins) е селище в североизточна Испания, част от провинция Жирона на областта Каталония. Населението му е около 529 души (2014).
Разположено е на 36 метра надморска височина в Каталонската крайбрежна долина, на 5 километра северозападно от центъра на Фигерес и на 16 километра южно от границата с Франция. През 1794 година край селото се развива битката при Сиера Негра между испанските и френските войски по време на Революционните войни.

## Известни личности
Починали в Пон де Молинс
- Жак Франсоа Дюгомие (1738 – 1794), френски офицер